# Krásný ztráty
Krásný ztráty jsou televizní pořad vysílaný od roku 2000 do prosince 2013 Českou televizí, v němž si do stylizovaného televizního baru zval jeho moderátor Michal Prokop dvojici hostů a s nimi v uvolněnějším duchu rozmlouvá o jejich životě. V roce 2013 Michal Prokop oznámil, že po 14 letech pořad ukončí 500. dílem a vánočním koncertem v Divadle Archa. Podobný pořad s názvem Nic ve zlým moderoval Michal Prokop pro televizi Prima v letech 1998–2000. Byli do něj zváni lidé, jimž společenský vývoj po listopadu 1989 změnil život.

## Knižní vydání
Řada rozhovorů byla vydána knižně. První publikace rozhovorů s 24 osobnostmi vyšla v roce 2004, druhá v roce 2006.

## Kavárna
V roce 2005 vznikl v Praze v Náprstkově ulici skutečný bar (a kavárna) Krásný ztráty, který společně s Michalem Prokopem a Nakladatelstvím Lidové noviny založil scenárista a producent Jan Lacina. Ten se v roce 2014 stal místostarostou městské části Praha 6, a tak prodal svůj vlastnický podíl. V roce 2015 se bar a kavárna přejmenovala na Café Kampus a funguje téměř ve stejné podobě.

## Přehled hostů pořadu
| Pořadí | Host pořadu               | Host pořadu                     | Datum premiéry     | Záznam pořadu |
| ------ | ------------------------- | ------------------------------- | ------------------ | ------------- |
| 1      | Jan Ruml                  | Jaroslava Rytychová             | 10. února 2000     |               |
| 2      | Motejl Otakar             | Bartuška Václav                 | 24. února 2000     |               |
| 3      | Hutka Jaroslav            | Kowal Zénon                     | 16. března 2000    |               |
| 4      | Štěpánová Bára            | Žantovský Michael               | 6. dubna 2000      |               |
| 5      | Bárta Dan                 | Bém Pavel                       | 20. dubna 2000     |               |
| 6      | Grulich Václav            | Gross Stanislav                 | 11. května 2000    |               |
| 7      | Zieleniec Josef           | Vopálenská Lucie                | 25. května 2000    |               |
| 8      | Uhde Milan                | Donutil Miroslav                | 8. června 2000     |               |
| 9      | Dostál Pavel              | Hlavsa Mejla                    | 22. června 2000    | záznam        |
| 10     | Smoljak Ladislav          | Pithart Petr                    | 20. července 2000  |               |
| 11     | Šedivý Jiří               | Kocáb Michael                   | 3. srpna 2000      |               |
| 12     | Benešová Libuše           | Kodet Jiří                      | 17. srpna 2000     |               |
| 13     | Černý David               | Křeček Jan                      | 31. srpna 2000     |               |
| 14     | Poullain Chantal          | Šedivý Jaroslav                 | 13. září 2000      |               |
| 15     | Pollert Lukáš             | Fischer Václav                  | 27. září 2000      |               |
| 16     | Kožená Magdalena          | Dienstbier Jiří                 | 11. října 2000     | záznam        |
| 17     | Komorous Jiří             | Vávra David                     | 25. října 2000     |               |
| 18     | Dvořák Tomáš              | Tesařík Richard                 | 8. listopadu 2000  |               |
| 19     | Satinský Július           | Buzková Petra                   | 22. listopadu 2000 | záznam        |
| 20     | Jelinek Otto              | Mlynář Vladimír                 | 6. prosince 2000   |               |
| 21     | Halík Tomáš               | Hanák Tomáš                     | 20. prosince 2000  |               |
| 22     | Mišík Vladimír            | Šabach Petr                     | 8. ledna 2001      |               |
| 23     | Hoffman Ivan              | Kraus Jan                       | 15. ledna 2001     |               |
| 24     | Marhoul Václav            | Langer Ivan                     | 22. ledna 2001     |               |
| 25     | Holubová Eva              | Koutecký Josef                  | 29. ledna 2001     |               |
| 26     | Zvěřina Jaroslav          | Hromada Jiří                    | 5. února 2001      |               |
| 27     | Kühnl Karel               | Grygar Jiří                     | 12. února 2001     |               |
| 28     | Mathé Ivo                 | Šteindler Milan                 | 19. února 2001     |               |
| 29     | Pánek Šimon               | Dobrovský Luboš                 | 26. února 2001     |               |
| 30     | Pavlata Michal            | Zahradil Jan                    | 5. března 2001     |               |
| 31     | Sidon Karol               | Vetchý Ondřej                   | 12. března 2001    |               |
| 32     | Svoboda Cyril             | Fendrych Martin                 | 19. března 2001    |               |
| 33     | Kelarová Ida              | Anděl Pavel                     | 26. března 2001    |               |
| 34     | Lasica Milan              | Stránský Jiří                   | 2. dubna 2001      |               |
| 35     | Uhl Petr                  | Šabatová Anna                   | 9. dubna 2001      |               |
| 36     | Osvaldová Gabriela        | Viewegh Michal                  | 23. dubna 2001     |               |
| 37     | Pilip Ivan                | Komárek Valtr                   | 30. dubna 2001     |               |
| 38     | Neumannová Kateřina       | Macháček Jiří                   | 7. května 2001     |               |
| 39     | Kratochvíl Martin         | Rakoncaj Josef                  | 14. května 2001    |               |
| 40     | Srstka Zdeněk             | Srstka Jiří                     | 21. května 2001    |               |
| 41     | Lukačovič Ivo             | Březina Karel                   | 28. května 2001    |               |
| 42     | Kukura Juraj              | Procházková Petra               | 4. června 2001     |               |
| 43     | Zahradník Rudolf          | Merta Vladimír                  | 11. června 2001    |               |
| 44     | Špidla Vladimír           | Kováčová Iveta                  | 18. června 2001    |               |
| 45     | Pastrňák Radek            | Špalek Jakub                    | 25. června 2001    |               |
| 46     | Pecková Dagmar            | Höschl Cyril                    | 3. září 2001       |               |
| 47     | Šrut Pavel                | Gruša Jiří                      | 10. září 2001      |               |
| 48     | Bartoška Jiří             | Kulhánek Vratislav              | 17. září 2001      |               |
| 49     | Hřebejk Jan               | Kasl Jan                        | 24. září 2001      |               |
| 50     | Vondra Alexandr           | Fištejn Jefim                   | 1. října 2001      |               |
| 51     | Harapes Vlastimil         | Menzel Jiří                     | 8. října 2001      |               |
| 52     | Jařab Josef               | Bobek Pavel                     | 15. října 2001     |               |
| 53     | Pawlowská Halina          | Pešek Libor                     | 22. října 2001     |               |
| 54     | Dušek Jaroslav            | Pekárková Iva                   | 29. října 2001     |               |
| 55     | Marvanová Hana            | Burian Jan                      | 5. listopadu 2001  |               |
| 56     | Klener Pavel              | Zákopčaník Ján                  | 12. listopadu 2001 |               |
| 57     | Ženatý Ivan               | Topol Filip                     | 19. listopadu 2001 | záznam        |
| 58     | Špaček Ladislav           | Hüttnerová Iva                  | 26. listopadu 2001 |               |
| 59     | Brikcius Eugen            | Havel Ivan                      | 3. prosince 2001   |               |
| 60     | Tigrid Pavel              | Třeštíková Helena               | 10. prosince 2001  | záznam        |
| 61     | Poloczek Bronislav        | Tošenovský Evžen                | 17. prosince 2001  | záznam        |
| 62     | Železný Jan               | Landa Daniel                    | 7. ledna 2002      |               |
| 63     | Bureš Jaroslav            | Heřmánek Karel                  | 14. ledna 2002     |               |
| 64     | Medek Ivan                | Hryc Andrej                     | 21. ledna 2002     |               |
| 65     | Moserová Jaroslava        | Páral Vladimír                  | 28. ledna 2002     |               |
| 66     | Hapka Petr                | Přenosilová Yvonne              | 4. února 2002      |               |
| 67     | Pafko Pavel               | Karásek Svatopluk               | 11. února 2002     |               |
| 68     | Rusnok Jiří               | Štěpánek Martin                 | 18. února 2002     |               |
| 69     | Malý Václav               | Langoš Ján                      | 4. března 2002     | záznam        |
| 70     | Štětina Jaromír           | Nárožný Petr                    | 11. března 2002    |               |
| 71     | Sommerová Olga            | Kohák Erazim                    | 18. března 2002    |               |
| 72     | Štefánková Jana           | Vano Robert                     | 25. března 2002    |               |
| 73     | Loprais Karel             | Šibík Jan                       | 8. dubna 2002      |               |
| 74     | Brodský Vlastimil         | Bouček Jaroslav                 | 15. dubna 2002     |               |
| 75     | Josef Augusta             | Bernard Stanislav               | 22. dubna 2002     |               |
| 76     | Nesvadba Josef            | Nesvadbová Bára                 | 29. dubna 2002     |               |
| 77     | Vlado Milunić             | Hvížďala Karel                  | 6. května 2002     | záznam        |
| 78     | Štěpánková Jana           | Steigerwald Karel               | 13. května 2002    |               |
| 79     | Moravec Miroslav          | Bašný Zdeněk                    | 20. května 2002    |               |
| 80     | Verner Miroslav           | Vodňanský Jan                   | 27. května 2002    |               |
| 81     | Otakar Černý              | Tachecí Barbora                 | 3. června 2002     |               |
| 82     | Horáček Michal            | Neff Ondřej                     | 10. června 2002    |               |
| 83     | Lastovecká Dagmar         | Šporcl Pavel                    | 17. června 2002    |               |
| 84     | Tříska Jan                | Lichtag Steve Loveček           | 24. června 2002    |               |
| 85     | Landovský Pavel           | Kolář Jiří                      | 2. září 2002       |               |
| 86     | Fenič Fero                | Kronerová Zuzana                | 9. září 2002       |               |
| 87     | Sokol Tomáš               | Šafr Pavel                      | 16. září 2002      |               |
| 88     | Vachler Petr              | Blaževič Igor                   | 23. září 2002      |               |
| 89     | Kubišová Marta            | Rottrová Marie                  | 7. října 2002      |               |
| 90     | Dejdar Martin             | Valenta Aleš                    | 14. října 2002     |               |
| 91     | Tůma Zdeněk               | Kolář Pavel                     | 21. října 2002     |               |
| 92     | Chramostová Vlasta        | Třešňák Vlastimil               | 28. října 2002     | záznam        |
| 93     | Matuška Waldemar          | Suchý Jiří                      | 4. listopadu 2002  | záznam        |
| 94     | Rychetský Pavel           | Patočka Jakub                   | 11. listopadu 2002 |               |
| 95     | Petr Mareš                | Ščuka Emil                      | 25. listopadu 2002 |               |
| 96     | Zaorálek Lubomír          | Dobeš Pavel                     | 2. prosince 2002   |               |
| 97     | Zkoumal Petr              | Zlatuška Jiří                   | 9. prosince 2002   |               |
| 98     | Janda Petr                | Presl Jiří                      | 16. prosince 2002  |               |
| 99     | Eben Marek                | Schwarzenberg Karel             | 23. prosince 2002  |               |
| 100    | Bílá Lucie                | Boučková Tereza                 | 30. prosince 2002  |               |
| 101    | Stráský Jan               | Pavel Pavel                     | 6. ledna 2003      |               |
| 102    | Kňažko Milan              | Žbirka Miroslav                 | 13. ledna 2003     |               |
| 103    | Pavlica Jiří              | Špidlová Viktorie               | 20. ledna 2003     |               |
| 104    | Klaus Václav              | Mládek Ivan                     | 27. ledna 2003     |               |
| 105    | Stropnický Martin         | Fischerová Táňa                 | 3. února 2003      |               |
| 106    | Pavlíček Michal           | Zelenka Petr                    | 10. února 2003     |               |
| 107    | Sitta Jindřich            | Pojar Tomáš                     | 17. února 2003     |               |
| 108    | Jazairi Martin            | Vishwanathan Kumar              | 24. února 2003     |               |
| 109    | Telička Pavel             | Zachariáš Ivan                  | 3. března 2003     |               |
| 110    | Krajčo Richard            | Fialová Květa                   | 10. března 2003    |               |
| 111    | Skála Jaroslav            | Hybner Boris                    | 17. března 2003    | záznam        |
| 112    | Klíma Josef               | Antl Miroslav                   | 24. března 2003    |               |
| 113    | Pavlásková Irena          | Šiklová Jiřina                  | 31. března 2003    |               |
| 114    | Huba Martin               | Jakubisko Juraj                 | 7. dubna 2003      |               |
| 115    | Remek Vladimír            | Brzobohatý Radoslav             | 14. dubna 2003     | záznam        |
| 116    | Paďour Jiří               | Kačer Jan                       | 21. dubna 2003     |               |
| 117    | Sokol Jan                 | Jaluška Aleš                    | 19. května 2003    |               |
| 118    | Auerbach Norbert          | Renč Filip                      | 26. května 2003    |               |
| 119    | Průchová Vlasta           | Rolins Dara                     | 2. června 2003     | záznam        |
| 120    | Trojan Ivan               | Trojan Ondřej                   | 9. června 2003     |               |
| 121    | Havelka Ondřej            | Renčín Vladimír                 | 16. června 2003    | záznam        |
| 122    | Wilhelm Ivan              | Gál Fedor                       | 23. června 2003    |               |
| 123    | Topolánek Mirek           | Hejma Ondřej                    | 30. června 2003    |               |
| 124    | Vinklář Josef             | Kubal Michal                    | 1. září 2003       |               |
| 125    | Maláčová Michaela         | Gandalovič Petr                 | 8. září 2003       |               |
| 126    | Kratochvílová Jarmila     | Voldánová Jolana                | 15. září 2003      |               |
| 127    | Bělohradský Václav        | Rychlík Břetislav               | 22. září 2003      |               |
| 128    | Anna Geislerová           | Kuka Pavel                      | 29. září 2003      |               |
| 129    | Hlas Ivan                 | Pluháček Martin Reiner          | 6. října 2003      |               |
| 130    | Knížák Milan              | Putna Martin C.                 | 13. října 2003     |               |
| 131    | Jiřičná Eva               | Gebauer Kurt                    | 20. října 2003     |               |
| 132    | Wagnerová Eliška          | Rakušanová Lída                 | 27. října 2003     |               |
| 133    | Zikmund Miroslav          | Hudeček Václav                  | 3. listopadu 2003  |               |
| 134    | Stivín Jiří               | Stivínová Zuzana                | 10. listopadu 2003 |               |
| 135    | Havel Václav              | Albrightová Madeleine           | 17. listopadu 2003 | záznam        |
| 136    | Hrubeš Eduard             | Burešová Saskia                 | 24. listopadu 2003 |               |
| 137    | Čermák Karel              | Polák Jakub                     | 8. prosince 2003   |               |
| 138    | Štefka Pavel              | Jensen Běla                     | 15. prosince 2003  |               |
| 139    | Pavlíček František        | Töpfer Tomáš                    | 22. prosince 2003  |               |
| 140    | Štědroň Miloš             | Polívka Bolek                   | 29. prosince 2003  |               |
| 141    | Lener Slavomír            | Rejžek Jan                      | 5. ledna 2004      |               |
| 142    | Moučková Kamila           | Augustová Marcela               | 12. ledna 2004     |               |
| 143    | Jarchovský Petr           | Pištěk Theodor                  | 19. ledna 2004     |               |
| 144    | Obzinová Jitka            | Dvořák Martin                   | 26. ledna 2004     |               |
| 145    | Bursík Martin             | Chaloupek Václav                | 2. února 2004      |               |
| 146    | Klíma Ivan                | Horáček Ladislav                | 9. února 2004      |               |
| 147    | Pirk Jan                  | Špáta Jan                       | 16. února 2004     | záznam        |
| 148    | Zeman Miloš               | Srp Karel starší                | 23. února 2004     |               |
| 149    | Graves Tonya              | Song Feng Jün                   | 1. března 2004     |               |
| 150    | Lábus Jiří                | Lábus Ladislav                  | 8. března 2004     |               |
| 151    | Obermannová Irena         | Žilková Veronika                | 15. března 2004    |               |
| 152    | Martin Jan Stránský       | Dietlová Magdalena              | 22. března 2004    |               |
| 153    | Urban Miloš               | Sobotka Bohuslav                | 29. března 2004    |               |
| 154    | Hilský Martin             | Langmajer Jiří                  | 5. dubna 2004      |               |
| 155    | Schwarz Jan               | Mahler Zdeněk                   | 12. dubna 2004     |               |
| 156    | Tomáš Baťa ml.            | Komárek Martin                  | 19. dubna 2004     |               |
| 157    | Ondříček Miroslav         | Nellis Alice                    | 10. května 2004    |               |
| 158    | Masopust Josef            | Dvořák Josef                    | 17. května 2004    |               |
| 159    | Hegerová Hana             | Kirschner Jana                  | 24. května 2004    | záznam        |
| 160    | Wiener Jan                | Lustig Arnošt                   | 31. května 2004    | záznam        |
| 161    | Randová Eva               | Outrata Edvard                  | 7. června 2004     |               |
| 162    | Železná-Davouze Marta     | Železný Jakub                   | 14. června 2004    |               |
| 163    | Kolínská Rut              | Bláhová Dáša                    | 21. června 2004    |               |
| 164    | Holeček Jiří              | Dvořák Daniel                   | 28. června 2004    |               |
| 165    | Spálený Jan               | Wolfová Pavlína                 | 10. září 2004      |               |
| 166    | Saudek Jan                | Sümegh László                   | 17. září 2004      |               |
| 167    | Jiří Ježek (cyklista)     | Filipiová Daniela               | 24. září 2004      |               |
| 168    | Vášáryová Emília          | Pitínský Jan Antonín            | 1. října 2004      |               |
| 169    | Matragi Blanka            | Hřebíčková Janina               | 8. října 2004      |               |
| 170    | Brodský Marek             | Nevrkla Jan                     | 15. října 2004     |               |
| 171    | Vichnar Petr              | Basiková Bára                   | 22. října 2004     |               |
| 172    | Lipa Peter                | Ulrych Petr                     | 29. října 2004     |               |
| 173    | Škvorecký Josef           | Dorůžka Lubomír                 | 5. listopadu 2004  | záznam        |
| 174    | Fleischmann Michel        | Velíšek Zdeněk                  | 12. listopadu 2004 |               |
| 175    | Devátý Stanislav          | Šustrová Petruška               | 19. listopadu 2004 |               |
| 176    | Reinerová Lenka           | Brodská Tereza                  | 26. listopadu 2004 | záznam        |
| 177    | Dědeček Jiří              | Černý Jiří                      | 3. prosince 2004   |               |
| 178    | Wabi Daněk                | Malátný Michal                  | 10. prosince 2004  |               |
| 179    | Schmid Jan                | Bublan František                | 17. prosince 2004  |               |
| 180    | Krásný ztráty – SPECIÁL   |                                 | 1. ledna 2005      |               |
| 181    | Best Erik                 | Petránek Jan                    | 7. ledna 2005      |               |
| 182    | Janouch František         | Moldan Bedřich                  | 14. ledna 2005     |               |
| 183    | Hurník Ilja               | Hurník Lukáš                    | 21. ledna 2005     |               |
| 184    | Šámal Zdeněk              | Procházková Lenka               | 28. ledna 2005     |               |
| 185    | Kopecký Čestmír           | Franz Vladimír                  | 4. února 2005      | záznam        |
| 186    | Sobotka Přemysl           | Beneš Vladimír                  | 11. února 2005     | záznam        |
| 187    | Křižan Jiří               | Czendlik Zbigniew               | 18. února 2005     |               |
| 188    | Hybášková Jana            | Berková Alexandra               | 25. února 2005     |               |
| 189    | Malkina Lilian            | Radok David                     | 4. března 2005     |               |
| 190    | Bittová Iva               | Stano Tono                      | 11. března 2005    |               |
| 191    | Hladík Radim              | Koller David                    | 18. března 2005    |               |
| 192    | Štampach Ivan             | Brdečková Tereza                | 25. března 2005    |               |
| 193    | Válek Vladimír            | Bukač Luděk                     | 1. dubna 2005      |               |
| 194    | Jirásková Jiřina          | Potměšil Jan                    | 8. dubna 2005      | záznam        |
| 195    | Formánek Josef            | Koubek Václav                   | 15. dubna 2005     | záznam        |
| 196    | Vorel Tomáš               | Dvorská Milena                  | 22. dubna 2005     |               |
| 197    | Schulz Milan              | Schulz Martin                   | 29. dubna 2005     | záznam        |
| 198    | Vránová Alena             | Jirásek Milan                   | 13. května 2005    |               |
| 199    | Karel Černý               | Forman Petr                     | 20. května 2005    |               |
| 200    | Huňát Čestmír             | Huňát Marek                     | 27. května 2005    |               |
| 201    | Illnerová Helena          | Lukeš Michal                    | 3. června 2005     |               |
| 202    | Mácal Zdeněk              | Hrubý Jan                       | 10. června 2005    | záznam        |
| 203    | Poborský Karel            | Suchý Zdeněk                    | 17. června 2005    |               |
| 204    | Müller Richard            | Pinkava Ivan                    | 24. června 2005    |               |
| 205    | Červená Soňa              | Muchová Geraldina               | 9. září 2005       | záznam        |
| 206    | Vlk Miloslav              | Pačes Václav                    | 16. září 2005      |               |
| 207    | Körner Vladimír           | Svoboda Jiří                    | 23. září 2005      | záznam        |
| 208    | Topol Jáchym              | Rambousek Ota                   | 30. září 2005      |               |
| 209    | Janů Ivana                | Bárta Zdeněk                    | 7. října 2005      |               |
| 210    | Vašut Marek               | Palouš Jan                      | 14. října 2005     |               |
| 211    | Maxová Tereza             | Divíšková Nina                  | 21. října 2005     |               |
| 212    | Moravec Václav            | Čtvrtníček Petr                 | 28. října 2005     | záznam        |
| 213    | Zuska Petr                | Javorský Vladimír               | 4. listopadu 2005  |               |
| 214    | Etzler Miroslav           | Etzler Tomáš                    | 11. listopadu 2005 | záznam        |
| 215    | Lukeš Zdeněk              | Lipus Radovan                   | 18. listopadu 2005 |               |
| 216    | Viklický Emil             | Anderle Jiří                    | 25. listopadu 2005 | záznam        |
| 217    | Šalamoun Jiří             | Celba Jaroslav                  | 2. prosince 2005   | záznam        |
| 218    | Hašková-Coolidge Eliška   | Topolánková Pavla               | 9. prosince 2005   |               |
| 219    | Zídek Jiří                | Váchal Jiří                     | 16. prosince 2005  |               |
| 220    | Mládková Meda             | Krnáčová Adriana                | 23. prosince 2005  |               |
| 221    | Pavlíček Jaroslav         | Větvička Václav                 | 30. prosince 2005  |               |
| 222    | Hašek Ivan                | Šmíd Jan                        | 6. ledna 2006      |               |
| 223    | Sís Petr                  | Linka Rudy                      | 20. ledna 2006     | záznam        |
| 224    | Bubník Augustin           | Záruba Robert                   | 27. ledna 2006     |               |
| 225    | Kovář Martin              | Devát Jiří                      | 3. února 2006      |               |
| 226    | Bělohlávek Jiří           | Bojar Martin                    | 10. února 2006     |               |
| 227    | Smetáček Pavel            | Slíva Jiří                      | 3. března 2006     |               |
| 228    | Pavlát Leo                | Motl Stanislav                  | 10. března 2006    | záznam        |
| 229    | Palouš Martin             | Třeštík Dušan                   | 17. března 2006    | záznam        |
| 230    | Goldflam Arnošt           | Nedoma Petr                     | 31. března 2006    | záznam        |
| 231    | Šmok Pavel                | Kreuzmannová Yvona              | 7. dubna 2006      |               |
| 232    | Vyčítal Jan               | Sedláček Pavel                  | 21. dubna 2006     | záznam        |
| 233    | Machura Remigius          | Hnízdil Jan                     | 28. dubna 2006     |               |
| 234    | Turzonovová Božidara      | Demeterová Gabriela             | 19. května 2006    | záznam        |
| 235    | Cepl Vojtěch              | Klepl Bohumil                   | 26. května 2006    | záznam        |
| 236    | Vesecká Renata            | Rochová Liběna                  | 8. září 2006       | záznam        |
| 237    | Cais Milan                | Budař Jan                       | 15. září 2006      | záznam        |
| 238    | Fejk Petr                 | Jahn Martin                     | 22. září 2006      | záznam        |
| 239    | Kočičková Ester           | Krobot Miroslav                 | 29. září 2006      | záznam        |
| 240    | Petr Oskar                | Skála František                 | 6. října 2006      | záznam        |
| 241    | Kulhánek Oldřich          | Kysilka Pavel                   | 13. října 2006     | záznam        |
| 242    | Kolbaba Jiří              | Šmídová Lenka                   | 20. října 2006     | záznam        |
| 243    | Němcová Jitka             | Němcová Miroslava               | 27. října 2006     | záznam        |
| 244    | Kuras Benjamin            | Slavíček Jiří alias Bašta Adolf | 3. listopadu 2006  | záznam        |
| 245    | Navrátilová Martina       | Králik Juraj                    | 10. listopadu 2006 | záznam        |
| 246    | Zahrádka František        | Bočan Hynek                     | 17. listopadu 2006 | záznam        |
| 247    | Flejšarová Daniela        | Vilhelmová Tatiana              | 24. listopadu 2006 | záznam        |
| 248    | Nehoda Zdeněk             | Chuchma Josef                   | 1. prosince 2006   | záznam        |
| 249    | Okamura Tomio             | Jančura Radim                   | 8. prosince 2006   | záznam        |
| 250    | Stašová Simona            | Moskalyková Pavlína             | 15. prosince 2006  | záznam        |
| 251    | Damková Dagmar            | Englichová Kateřina             | 22. prosince 2006  | záznam        |
| 252    | Varga György              | Wagnerová Alena                 | 29. prosince 2006  | záznam        |
| 253    | Krásný ztráty – SPECIÁL   |                                 | 31. prosince 2006  | záznam        |
| 254    | Kavánek Pavel             | Kodeš Jan                       | 2. ledna 2007      | záznam        |
| 255    | Sequens Richard           | Jirounek Petr                   | 9. ledna 2007      | záznam        |
| 256    | Parkanová Vlasta          | Horváth Milan                   | 16. ledna 2007     | záznam        |
| 257    | Šimečka Martin            | Palata Luboš                    | 23. ledna 2007     | záznam        |
| 258    | Kroupa Daniel             | Kroupa Janek                    | 30. ledna 2007     | záznam        |
| 259    | Štáchová Helena           | Balzerová Eliška                | 6. února 2007      | záznam        |
| 260    | Štreit Jindřich           | Lízna František                 | 13. února 2007     | záznam        |
| 261    | Weiss Petr                | Hein Milan                      | 27. února 2007     | záznam        |
| 262    | Škovránek Jan             | Baudyšová Zuzana                | 13. března 2007    | záznam        |
| 263    | Jehlička Václav           | Pávek Petr                      | 20. března 2007    | záznam        |
| 264    | Fibingerová Helena        | Podařilová Tereza               | 27. března 2007    | záznam        |
| 265    | Issová Klára              | Jíra Jan                        | 17. dubna 2007     | záznam        |
| 266    | Koubková Jana             | Šedivý Jiří                     | 8. května 2007     | záznam        |
| 267    | Jindřich Černý (1930)     | Černý Ondřej                    | 15. května 2007    | záznam        |
| 268    | Klein Dušan               | Šajmovič Juraj                  | 22. května 2007    | záznam        |
| 269    | Hábová Dana               | Holý Roman                      | 29. května 2007    | záznam        |
| 270    | Švejnar Jan               | Vorlíček Jiří                   | 5. června 2007     | záznam        |
| 271    | Nikolaev Petr             | Zajíček Pavel                   | 12. června 2007    | záznam        |
| 272    | Lorencová Jana            | Seitlová Jitka                  | 19. června 2007    | záznam        |
| 273    | Kaplický Jan              | Ježek Vlastimil                 | 26. června 2007    | záznam        |
| 274    | Antonín Kinský (šlechtic) | Spohr Sylvio                    | 4. září 2007       | záznam        |
| 275    | Varga Marián              | Lindaur Vojtěch                 | 11. září 2007      | záznam        |
| 276    | Baxa Josef                | Pokorný Jan                     | 18. září 2007      | záznam        |
| 277    | Lavička Vojtěch           | Kaščák Michal                   | 25. září 2007      | záznam        |
| 278    | Procházková Zdenka        | Sidonová Magdaléna              | 2. října 2007      | záznam        |
| 279    | Zaoralová Eva             | Smyczek Karel                   | 9. října 2007      | záznam        |
| 280    | Panenka Antonín           | Dienstbier Jiří ml.             | 16. října 2007     | záznam        |
| 281    | Jiří Králík               | Dubecký Peter                   | 23. října 2007     | záznam        |
| 282    | Toušlová Iveta            | Zuna Pavel                      | 30. října 2007     | záznam        |
| 283    | Suková Helena             | Bydžovská Zuzana                | 6. listopadu 2007  | záznam        |
| 284    | Salzmannová Eva           | Žáček Pavel                     | 13. listopadu 2007 | záznam        |
| 285    | Martinů Oldřich           | Kmenta Jaroslav                 | 20. listopadu 2007 | záznam        |
| 286    | Hybnerová Vanda           | Konášová Lucie                  | 27. listopadu 2007 | záznam        |
| 287    | Tichota Jiří              | Radoslav Banga                  | 4. prosince 2007   | záznam        |
| 288    | Vášáryová Magda           | Jacques Kateřina                | 11. prosince 2007  | záznam        |
| 289    | Šmicer Vladimír           | Dvořák Michal                   | 18. prosince 2007  | záznam        |
| 290    | Bystrov Vladimír          | Kučera Vladimír                 | 3. ledna 2008      | záznam        |
| 291    | Horáček Milan             | Šonka Jaroslav                  | 10. ledna 2008     | záznam        |
| 292    | Macháček Jan              | Dlouhý Vladimír                 | 17. ledna 2008     | záznam        |
| 293    | Koza Vladimír             | Cikrt Tomáš                     | 24. ledna 2008     | záznam        |
| 294    | Čarnogurský Ján           | Baudyš Antonín                  | 31. ledna 2008     | záznam        |
| 295    | Katsapov Alexander        | Ljuca Adin                      | 7. února 2008      | záznam        |
| 296    | Dohnal František          | Kužílek Oldřich                 | 14. února 2008     | záznam        |
| 297    | Janek Miroslav            | Hanzel Vladimír                 | 21. února 2008     | záznam        |
| 298    | Zeman Rudolf              | Vačkov Veselin                  | 28. února 2008     | záznam        |
| 299    | Picek Vlastimil           | Bugár Imrich                    | 13. března 2008    | záznam        |
| 300    | Syková Eva                | Cibulková Vilma                 | 20. března 2008    | záznam        |
| 301    | Jan Kašpar                | Ospalý Filip                    | 27. března 2008    | záznam        |
| 302    | Burešová Dagmar           | Pospíšil Jiří                   | 3. dubna 2008      | záznam        |
| 303    | Táborský Miroslav         | Klimeš Jeroným                  | 10. dubna 2008     | záznam        |
| 304    | Konkolski Richard         | Brabec Lubomír                  | 17. dubna 2008     | záznam        |
| 305    | Šebrle Roman              | Roman Martin                    | 24. dubna 2008     | záznam        |
| 306    | Niedermayer Luděk         | Šimůnek Petr                    | 1. května 2008     | záznam        |
| 307    | Rybáková Simona           | Rajniš Martin                   | 15. května 2008    | záznam        |
| 308    | Plíhal Karel              | Jarolímek Martin                | 22. května 2008    | záznam        |
| 309    | Konvalinka Jan            | Michálek Vladimír               | 29. května 2008    | záznam        |
| 310    | Klimentová Daria          | Hrab Ondřej                     | 5. června 2008     | záznam        |
| 311    | Skalník Joska             | Bok John                        | 12. června 2008    | záznam        |
| 312    | Just Vladimír             | Jirák Jan                       | 19. června 2008    | záznam        |
| 313    | Poláčková Klára           | Fuchsová Gita                   | 26. června 2008    | záznam        |
| 314    | Drábová Dana              | Cílek Václav                    | 4. září 2008       | záznam        |
| 315    | David Jiří                | Rybář Jiří                      | 11. září 2008      | záznam        |
| 316    | Martínek Lubomír          | Smetana Jiří                    | 18. září 2008      | záznam        |
| 317    | Porubjak Martin           | Hammel Pavol                    | 23. října 2008     | záznam        |
| 318    | Křesťan Robert            | Veis Jaroslav                   | 30. října 2008     | záznam        |
| 319    | Vytiska Vladimír          | Zajíček Tom                     | 6. listopadu 2008  | záznam        |
| 320    | Vít Michael               | Moravcová Ivana                 | 13. listopadu 2008 | záznam        |
| 321    | Samek Bohumil             | Veselá-Samková Klára            | 20. listopadu 2008 | záznam        |
| 322    | Grün Marcel               | Staňková Marie                  | 27. listopadu 2008 | záznam        |
| 323    | Stehlíková Džamila        | Elefteriadu Martha              | 11. prosince 2008  | záznam        |
| 324    | Riedlbauch Václav         | Koenigsmarková Helena           | 18. prosince 2008  | záznam        |
| 325    | Samko Richard             | Sedláček Tomáš                  | 5. ledna 2009      | záznam        |
| 326    | Holík Jaroslav            | Pelčák Oldřich                  | 12. ledna 2009     | záznam        |
| 327    | Čermák Miloš              | Zámečník Miroslav               | 19. ledna 2009     | záznam        |
| 328    | Hubálek Slavomil          | Penc Stanislav                  | 26. ledna 2009     | záznam        |
| 329    | Potůček Martin            | Čásenský Robert                 | 9. února 2009      | záznam        |
| 330    | Nový Pavel                | Bilina Petr                     | 16. února 2009     | záznam        |
| 331    | Procházková Iva           | Feldek Ľubomír                  | 23. února 2009     | záznam        |
| 332    | Němec Martin              | Franěk Ivan                     | 9. března 2009     | záznam        |
| 333    | Julínek Tomáš             | Kalenská Renata                 | 16. března 2009    | záznam        |
| 334    | Singer Miroslav           | Suk Jiří                        | 23. března 2009    | záznam        |
| 335    | Tabery Erik               | Bubeník Jan                     | 6. dubna 2009      | záznam        |
| 336    | Fragner Benjamin          | Velčovský Maxim                 | 20. dubna 2009     | záznam        |
| 337    | Petrof Jan                | Brousek Ondřej                  | 27. dubna 2009     | záznam        |
| 338    | Born Adolf                | Dvořák František                | 11. května 2009    | záznam        |
| 339    | Kokolia Vladimír          | Liška Ondřej                    | 18. května 2009    | záznam        |
| 340    | Abbasová Lejla            | Bihári Mário                    | 25. května 2009    | záznam        |
| 341    | Říman Martin              | Páral Pavel                     | 22. června 2009    | záznam        |
| 342    | Hašek Dominik             | Houdová Helena                  | 31. srpna 2009     | záznam        |
| 343    | Dlouhý Vladimír           | Dlouhý Michal                   | 7. září 2009       | záznam        |
| 344    | Eichler Gabriel           | Míl Jaroslav                    | 14. září 2009      | záznam        |
| 345    | Kolářová Daniela          | Gabal Ivan                      | 21. září 2009      | záznam        |
| 346    | Mnislav Atapana Zelený    | Barteček Ivo                    | 28. září 2009      | záznam        |
| 347    | Němcová Miriam            | Záhrobská Šárka                 | 5. října 2009      | záznam        |
| 348    | Kosta Tomáš               | Pojar Miloš                     | 12. října 2009     | záznam        |
| 349    | Bubeníček Jiří            | Bubeníček Otto                  | 26. října 2009     | záznam        |
| 350    | Holland Agnieszka         | Jiráček Václav                  | 2. listopadu 2009  | záznam        |
| 351    | MacDonagh Pajerová Monika | Voráč Jiří                      | 9. listopadu 2009  | záznam        |
| 352    | Zagorová Hana             | Horanský Miloš                  | 16. listopadu 2009 | záznam        |
| 353    | Miller Petr               | Dekoj Antonín                   | 23. listopadu 2009 | záznam        |
| 354    | Frýdecká Miroslava        | Možný Ivo                       | 30. listopadu 2009 | záznam        |
| 355    | Vodičková Marie           | Holomek Karel                   | 7. prosince 2009   | záznam        |
| 356    | Benešová Marie            | Karasová Milada                 | 14. prosince 2009  | záznam        |
| 357    | Mikloš Ivan               | Duhan Peter                     | 21. prosince 2009  | záznam        |
| 358    | Dvořáková Vladimíra       | Radičová Iveta                  | 28. prosince 2009  | záznam        |
| 359    | Kalousek Miroslav         | Kovář Vladimír                  | 4. ledna 2010      | záznam        |
| 360    | Krejčík Jiří              | Chaun Igor                      | 11. ledna 2010     | záznam        |
| 361    | Neff David                | Trachta Jan                     | 18. ledna 2010     | záznam        |
| 362    | Pecháček Pavel            | Steiger Ivan                    | 8. února 2010      | záznam        |
| 363    | Neumann Julek             | Rejchrt Miloš                   | 1. března 2010     | záznam        |
| 364    | Rajmont Ivan              | Pleskot Josef                   | 8. března 2010     | záznam        |
| 365    | Doležal Jiří X.           | Opočenský Pavel                 | 22. března 2010    | záznam        |
| 366    | Dvořák Joachim            | Stárek František                | 29. března 2010    | záznam        |
| 367    | Siostrzonek Prokop        | Karas Miroslav                  | 12. dubna 2010     | záznam        |
| 368    | Abrahámová Jitka          | Vele Luděk                      | 19. dubna 2010     | záznam        |
| 369    | Krob Andrej               | Masák Miroslav                  | 26. dubna 2010     | záznam        |
| 370    | Filipec Martin            | Kmoníček Hynek                  | 3. května 2010     | záznam        |
| 371    | Pehe Jiří                 | Cepl Vojtěch ml.                | 24. května 2010    | záznam        |
| 372    | Bérová Dana               | Kovářová Daniela                | 31. května 2010    | záznam        |
| 373    | Hartl Jan                 | Sedláček Robert                 | 14. června 2010    | záznam        |
| 374    | Kubera Jaroslav           | Mareš Štěpán                    | 30. srpna 2010     | záznam        |
| 375    | Fischer Jan               | Hindls Richard                  | 6. září 2010       | záznam        |
| 376    | Scharffová Hana           | Robejšek Petr                   | 13. září 2010      | záznam        |
| 377    | Komárek Stanislav         | Hampl Mojmír                    | 20. září 2010      | záznam        |
| 378    | Špaček Radim              | Baldýnský Tomáš                 | 27. září 2010      | záznam        |
| 379    | Anděl Michal              | Fischer Petr                    | 4. října 2010      | záznam        |
| 381    | Změlík Robert             | Hosták Martin                   | 11. října 2010     | záznam        |
| 382    | Korda Eugen               | Smatana Ľubomír                 | 25. října 2010     | záznam        |
| 383    | Hříbal Zdeněk             | Pospíšil Luboš                  | 1. listopadu 2010  | záznam        |
| 384    | Mašín Tomáš               | Pařízek Dušan David             | 8. listopadu 2010  | záznam        |
| 385    | Hammel Pavol              | Porubjak Martin                 | 15. listopadu 2010 | záznam        |
| 386    | Chudý Robert              | Kozler Jan                      | 22. listopadu 2010 | záznam        |
| 387    | Heger Leoš                | Herman Daniel                   | 29. listopadu 2010 | záznam        |
| 388    | Remundová Theodora        | Remundová Sabina                | 13. prosince 2010  | záznam        |
| 389    | Martínek Lubomír          | Smetana Jiří                    | 20. prosince 2010  | záznam        |
| 390    | Duka Dominik              | Šamánek Milan                   | 27. prosince 2010  | záznam        |
| 391    | Šíp Karel                 | Uhlíř Jaroslav                  | 6. ledna 2011      | záznam        |
| 392    | Škácha Oldřich            | Válka Leoš                      | 13. ledna 2011     | záznam        |
| 393    | Najbrt Aleš               | Najbrt Marek                    | 20. ledna 2011     | záznam        |
| 394    | Chatardová Marie          | Nostitzová Mathilda             | 27. ledna 2011     | záznam        |
| 395    | Eisler Eva                | Zavřel Zdeněk                   | 3. února 2011      | záznam        |
| 396    | Bohdanová Blanka          | Filip František                 | 10. února 2011     | záznam        |
| 397    | Pohlreich Zdeněk          | Poštulka Vladimír               | 17. února 2011     | záznam        |
| 398    | Róna Jaroslav             | Třeštík Michael                 | 24. února 2011     | záznam        |
| 399    | Drahoš Jiří               | Wichterle Kamil                 | 3. března 2011     | záznam        |
| 400    | Hadrbolcová Zdena         | Issová Martha                   | 10. března 2011    | záznam        |
| 401    | Ambrož Michal             | Štindl Ondřej                   | 17. března 2011    | záznam        |
| 402    | Langerová Aneta           | Preiss Viktor                   | 24. března 2011    | záznam        |
| 403    | Marek Petr                | Miklínová Galina                | 31. března 2011    | záznam        |
| 404    | Novák Rostislav ml.       | Gregor Pavel                    | 7. dubna 2011      | záznam        |
| 405    | Pollertová Adéla          | Altenburg-Kohl Dadja            | 14. dubna 2011     | záznam        |
| 406    | Maurer Pavel              | Balous Richard                  | 21. dubna 2011     | záznam        |
| 407    | Máchová Radka             | Munzar Luděk                    | 28. dubna 2011     | záznam        |
| 408    | Janeček Karel             | Láska Václav                    | 5. května 2011     | záznam        |
| 409    | Kohák Jakub               | Vorlíček Václav                 | 12. května 2011    | záznam        |
| 410    | Přibáň Jiří               | Varvařovský Pavel               | 19. května 2011    | záznam        |
| 411    | Devátá Ivanka             | Hlavica Marek                   | 26. května 2011    | záznam        |
| 412    | Nečas Petr                | Hudečková Eva                   | 2. června 2011     | záznam        |
| 413    | Váša Petr                 | Surůvka Jiří                    | 9. června 2011     | záznam        |
| 414    | Irglová Markéta           | Déczi Laco                      | 16. června 2011    | záznam        |
| 415    | Lapčíková Zuzana          | Kudlička Boris                  | 23. června 2011    | záznam        |
| 416    | Konrád Ondřej             | Spicker Glen                    | 30. června 2011    | záznam        |
| 416    | Šípek Bořek               | Svoboda Bohuslav                | 8. září 2011       | záznam        |
| 418    | Strachota Karel           | Hrušková Julie                  | 15. září 2011      | záznam        |
| 419    | Šteffl Ondřej             | Bobek Miroslav                  | 22. září 2011      | záznam        |
| 420    | Anýž Daniel               | Rouček Libor                    | 29. září 2011      | záznam        |
| 421    | Mareček David             | Rösel Vladimír                  | 6. října 2011      | záznam        |
| 422    | Rudiš Jaroslav            | Haubert Jan                     | 13. října 2011     | záznam        |
| 423    | Klvaňa Tomáš              | Gazdík Petr                     | 20. října 2011     | záznam        |
| 424    | Říhová Blanka             | Kořen Vladimír                  | 27. října 2011     | záznam        |
| 425    | Matzner Antonín           | Andršt Luboš                    | 3. listopadu 2011  | záznam        |
| 426    | Kramár Maroš              | Dočekal Michal                  | 10. listopadu 2011 | záznam        |
| 427    | Rupnik Jacques            | Benda Marek                     | 17. listopadu 2011 | záznam        |
| 428    | Hasenöhrl Jan             | Věchet Martin                   | 24. listopadu 2011 | záznam        |
| 429    | Ryšavý Martin             | Veselovský Martin               | 8. prosince 2011   | záznam        |
| 430    | Načeva Monika             | Kraus Martin                    | 15. prosince 2011  | záznam        |
| 431    | Gomba Pavla               | Mareček Martin                  | 22. prosince 2011  | záznam        |
| 432    | Dolák Mirko               | Mašínová Zdena                  | 29. prosince 2011  | záznam        |
| 434    | Drlík Marcel              | Martinkovič Jánko               | 11. ledna 2012     | záznam        |
| 435    | Kraus Ivan                | Kratochvíl Antonín              | 18. ledna 2012     | záznam        |
| 436    | Kubice Jan                | Šilerová Jana                   | 25. ledna 2012     | záznam        |
| 437    | Doktor Michal             | Ondráčka David                  | 1. února 2012      | záznam        |
| 438    | Černá Milena              | Eliáš Karel                     | 8. února 2012      | záznam        |
| 439    | Honsová Dagmar            | Jaroš Radek                     | 15. února 2012     | záznam        |
| 440    | Černý Oldřich             | Špicar Radek                    | 22. února 2012     | záznam        |
| 441    | Raus Daniel               | Kohout Pavel                    | 29. února 2012     | záznam        |
| 442    | Vladimir 518              | Tomáš Pospiszyl                 | 7. března 2012     | záznam        |
| 443    | Přibík Petr               | Tožička Tomáš                   | 21. března 2012    | záznam        |
| 444    | Švaříček Rudolf           | Stingl Miloslav                 | 28. března 2012    | záznam        |
| 445    | Havlůjová Miluška         | Kroupa Mikuláš                  | 4. dubna 2012      | záznam        |
| 446    | Snopko Ladislav           | Gaydečka David                  | 11. dubna 2012     | záznam        |
| 447    | Ivanovič Marko            | Švejdík Jaromír                 | 18. dubna 2012     | záznam        |
| 448    | Fučíková Eliška           | Abott Monika                    | 25. dubna 2012     | záznam        |
| 449    | Ivan Douda                | Michal Vančura                  | 2. května 2012     | záznam        |
| 450    | Randák Karel              | Spurný Jaroslav                 | 9. května 2012     | záznam        |
| 451    | Horyna Dan                | Zavázal Zdeněk Fífa             | 16. května 2012    | záznam        |
| 452    | Strnad Pavel              | Peňás Jiří                      | 23. května 2012    | záznam        |
| 453    | Bartoš Ivan               | Kintera Krištof                 | 30. května 2012    | záznam        |
| 454    | Hynek Pavel               | Sahajdák Oldřich                | 6. června 2012     | záznam        |
| 455    | Pavelka Ondřej            | Svoboda Tomáš                   | 13. června 2012    | záznam        |
| 456    | Frolík Zbyněk             | Pilný Ivan                      | 20. června 2012    | záznam        |
| 457    | Hrzánová Bára             | Dousková Irena                  | 27. června 2012    | záznam        |
| 458    | Šlajchrt Viktor           | Oliva Otmar                     | 10. října 2012     | záznam        |
| 459    | Wellner-Pospíšil Michael  | Vágner Jakub                    | 31. října 2012     | záznam        |
| 460    | Kosatík Pavel             | Mandys Pavel                    | 7. listopadu 2012  | záznam        |
| 461    | Binar Ivan                | Gruntorád Jiří                  | 14. listopadu 2012 | záznam        |
| 462    | Wollner Marek             | Hruška Jaroslav                 | 21. listopadu 2012 | záznam        |
| 463    | Synek Ondřej              | Paulus Roman                    | 3. ledna 2013      | záznam        |
| 464    | Čáslavská Věra            | Zárybnická Alena                | 10. ledna 2013     | záznam        |
| 465    | Heřmánková Hana           | Šrámek Ondřej                   | 17. ledna 2013     | záznam        |
| 466    | Bradáčová Lenka           | Šídlo Jindřich                  | 24. ledna 2013     | záznam        |
| 467    | Kriseová Eda              | Platz Josef                     | 31. ledna 2013     | záznam        |
| 468    | Bosák Jaromír             | Holubec Vít                     | 7. února 2013      | záznam        |
| 469    | Vondráček David           | Pape Markus                     | 14. února 2013     | záznam        |
| 470    | Lamser Jan                | Haidler Achab Jaroslav          | 21. února 2013     | záznam        |
| 471    | Šalamoun Jiří             | Celba Jaroslav                  | 28. února 2013     | záznam        |
| 472    | Retková Marie             | Holmerová Iva                   | 7. března 2013     | záznam        |
| 473    | Němec Tomki               | Jančárek Petr                   | 14. března 2013    | záznam        |
| 474    | Kraus Michael             | Eliáš Vojtěch                   | 21. března 2013    | záznam        |
| 475    | Zeťová Helena             | Semelka Lešek                   | 28. března 2013    | záznam        |
| 476    | Radůza                    | Ornest Šimon                    | 4. dubna 2013      | záznam        |
| 477    | Filipovská Pavlína        | Prachař David                   | 11. dubna 2013     | záznam        |
| 478    | Regec Jozef               | Sulovský Leopold                | 18. dubna 2013     | záznam        |
| 479    | Duka Dominik              | Šamánek Milan                   | 25. dubna 2013     | záznam        |
| 480    | Burian Jan                | McLaren Ewan                    | 2. května 2013     | záznam        |
| 481    | Jirků Božena              | Světlík Jan                     | 9. května 2013     | záznam        |
| 482    | Hradilková Jana           | Hradilek Vavřinec               | 16. května 2013    | záznam        |
| 483    | Svobodová Doubravka       | Měřičková Kejkrtová Eva         | 23. května 2013    | záznam        |
| 484    | Hůlová Petra              | Liehm Jaroslav Antonín          | 30. května 2013    | záznam        |
| 485    | Černý Adam                | Fiala Petr                      | 6. června 2013     | záznam        |
| 486    | Svobodová Vendula         | Hostomský Zdeněk                | 13. června 2013    | záznam        |
| 487    | Zelený Milan              | Rak Jiří                        | 20. června 2013    | záznam        |
| 488    | Šándor Andor              | Stehlík Eduard                  | 27. června 2013    | záznam        |
| 490    | Jazairi Mufíd             | Jazairiová Pavla                | 7. září 2013       | záznam        |
| 491    | Pavel Petr                | Židlík Oldřich                  | 14. září 2013      | záznam        |
| 492    | Banášová Adéla            | Výborná Lucie                   | 21. září 2013      | záznam        |
| 493    | Piussi Lucia              | Knapková Miroslava              | 28. září 2013      | záznam        |
| 494    | Königsmarková Ivana       | Peake Karolína                  | 5. října 2013      | záznam        |
| 495    | Mann Jindřich             | Věrčák Jiří                     | 12. října 2013     | záznam        |
| 496    | Dragoun Roman             | Bělor Roman                     | 19. října 2013     | záznam        |
| 497    | Glaser Martin             | Váně Pavel                      | 26. října 2013     | záznam        |
| 498    | Kejval Jiří               | Rittstein Michael               | 2. listopadu 2013  | záznam        |
| 499    | Hlaváčová Jana            | Honzák Radkin                   | 9. listopadu 2013  | záznam        |
| 500    | Motl Tomáš                | Koliha Petr                     | 16. listopadu 2013 | záznam        |
| 501    | Malich Karel              | Sklenář Zdeněk                  | 23. listopadu 2013 | záznam        |
| 502    | Hollan Matěj              | Kobza Ondřej                    | 30. listopadu 2013 | záznam        |
| 503    | Ruppert Matěj             | Klusák Pavel                    | 7. prosince 2013   | záznam        |
| 504    | Klus Tomáš                | Svoboda David                   | 14. prosince 2013  | záznam        |
| 505    | Puchalský Jakub           | Dvořák Petr                     | 21. prosince 2013  | záznam        |